# 布尔纳特镇 (南卡罗来纳州)
布尔纳特镇（英文：Burnettown），是美国南卡罗来纳州下属的一座城市。城市类型是“Town”。其面积大约为6.03平方英里（15.62平方公里）。根据2010年美国人口普查，该市有人口2,673人，人口密度约为每平方 英里443.28人（约合每平方公里171.16人）。